# Parkesine
Parkesine foi o primeiro plástico feito pelo homem, inventado por Alexander Parkes, patenteado em 1855. Derivado da celulose, o material quando aquecido tinha grande maleabilidade e o formato permanecia quando esfriava.
Em 1862 o plástico foi exibido na Exposição Internacional de Londres e em 1866 ele criou a Parkesine Company, também em Londres, do ramo de plásticos.
O nome genérico de Parkesine é piroxilina ou celulóide . Parkesine é frequentemente a versão sintética do marfim.